# Iv Suku Menanti
Iv Suku Menanti is een bestuurslaag in het regentschap Rejang Lebong van de provincie Bengkulu, Indonesië. Iv Suku Menanti telt 2644 inwoners (volkstelling 2010).